# Venetia Burney
Venetia Phair, född Burney, född Venetia Katharine Douglas Burney den 11 juli 1918, död 30 april 2009 i Banstead, England, Storbritannien var den första personen att föreslå namnet Pluto till den dåvarande planeten, numera dvärgplanet, som upptäcktes av Clyde Tombaugh 1930. Hon var då elva år gammal och bodde i Oxford i England.
I samband med diskussionerna under 2006 om Plutos omklassificering till dvärgplanet förklarade hon att hon inte brydde sig så mycket om debatten, men nog skulle föredra att Pluto även i fortsättningen klassades som planet.

## Liv som vuxen
Efter matematikstudier fick Venetia Burney arbete som bokhållare. Senare i livet blev hon lärare i bokföring och matematik vid två flickskolor i sydvästra London. 1947 gifte hon sig med läraren Maxwell Phair.

## Eftermäle
Venetia Burney har fått asteroiden 6235 Burney uppkallad efter sig. The Student Dust Counter, ett instrument ombord på rymdsonden New Horizons, bytte namn till Venetia för att hedra henne. Rockbandet The Venetia Fair är också namngivet efter henne, och antog sitt namn strax efter att Pluto omklassificerats som dvärgplanet.